# Acta Physica Polonica B
Acta Physica Polonica B is een internationaal, aan collegiale toetsing onderworpen open access wetenschappelijk tijdschrift op het gebied van de natuurkunde.
De naam wordt in literatuurverwijzingen meestal afgekort tot Acta Phys. Pol. B.
Het wordt uitgegeven namens het Poolse Instituut voor de Natuurkunde, onderdeel van de Poolse Academie van Wetenschappen en verschijnt maandelijks.
Het eerste nummer verscheen in 1970.